# Francisco Javier García (político)
Francisco Javier García Fernández (San Francisco de Macorís, Provincia de Duarte; 24 de noviembre de 1959) es un abogado y economista dominicano miembro del Partido de la Liberación Dominicana. Ha desempeñado cargos políticos en los gobiernos de Leonel Fernández, tales como: Administrador de la Lotería Nacional Dominicana (1995-1996), Presidente de la Refinería Dominicana de Petróleo (Refidomsa), Director Ejecutivo de la Autoridad Portuaria Dominicana (febrero - agosto de 1999) y posteriormente como Secretario de Estado de Industria y Comercio (2004 - 2008). También se ha desempeñado como Presidente del Consejo de Fomento Turístico (2008 - 2016). Del mismo modo, se ha desempeñó como Ministro de Turismo desde agosto de 2008 hasta agosto de 2020. Se ha destacado por ser el coordinador general de campaña de Leonel Fernández (1996, 2004, 2008), de Danilo Medina (2012, 2016) y coordinador de estrategia de Gonzalo Castillo (2020).

## Biografía
Francisco Javier García es hijo de Alejandro García Tejada y Juana Fernández Mora, nació el 24 de noviembre del año 1959 en la provincia de San Francisco de Macorís donde realizó sus estudios primarios y secundarios.
Ingresó en la Universidad Autónoma de Santo Domingo donde realizó los estudios de Economía posteriormente graduándose obteniendo el título de Licenciado. Más tarde ingresó a la Universidad del Caribe donde realizó estudios de Derecho y más adelante se graduó Summa Cum Laude obteniendo el título de Licenciado.
Está casado con la señora Jeanis Hernández Peña y es padre de seis hijos.
Es miembro del comité político del Partido de la Liberación Dominicana, el organismo rector más importante de este partido. En dicha organización ha desempeñado diversas funciones y ha sido el principal director de campaña de los candidatos de dicho partido. Es reconocido porque nunca ha perdido unas elecciones presidenciales que haya dirigido, debido al clientelismo (valor intrínseco del Partido de la Liberación Dominicana) y malversación de recursos públicos.
Ha ocupado cargos durante los tres gobiernos del expresidente Leonel Fernández (1996-2000 - 2004-2008 - 2008-2012) y durante el gobierno del presidente Danilo Medina ocupó el cargo de Ministro de turismo (2012-2020). Fue uno de los más cercanos colaboradores del expresidente Leonel Fernández hasta su salida del poder siendo Ministro de Turismo.
García también ha sido miembro del Centro de Exportación e Inversión de la República Dominicana (CEI-RD), del Consejo Nacional de Competitividad (CNC), de la Cámara de Comercio y Producción de Santo Domingo, del Consejo Nacional de Desarrollo, del Instituto de Investigación Biotecnológica, de la Comisión de Asuntos Agropecuarios del Ministerio de Agricultura, de la Comisión Arrocera y de la Comisión Nacional de Producción Lechera y ha presidido el Consejo de Fomento Turístico (Confotur), el Comité Ejecutor de Infraestructuras en Zonas Turísticas (Ceiztur) y la Corporación de Fomento a la Industria Hotelera y Desarrollo del Turismo (Corphotels).
El 26 de octubre de 2022 el candidato presidencial por el Partido de la Liberación Dominicana, Abel Martínez, designó a Francisco Javier como jefe de campaña. El 25 de mayo de 2023, Javier García, a través de una carta dirigida al candidato,  renunció como su jefe de campaña. En la misiva dijo que "Es mandatorio que una campaña electoral nunca se permita la existencia de equipos paralelos", alegando que existían dos jefes de campaña, él y el candidato. También dijo "El candidato es el dueño de la campaña pero el coordinador es el administrador de la misma. Es decir, ambas funciones son incompatibles. De ahí la confianza plena que debe existir entre el candidato y su jefe de campaña".